# 化起镇
化起镇，是中华人民共和国贵州省毕节市织金县下辖的一个乡镇级行政单位。

## 行政区划
化起镇下辖以下地区：
新化社区、化起村、红光村、中山村、果底村、和平村、大山村、安全村、新祥村、鱼塘村、胡家寨村、毛栗寨村、罗家寨村、大田边村、九甲村、大坪子村、六甲村、老乌山村、布堤村、老鹰村、龙家坝村、雄鹰村、塘边村和木弄村。